# Erna Sack
Erna Dorothea Luise Sack, z domu Weber (ur. 6 lutego 1898 w Spandau, zm. 2 marca 1972 w Moguncji) – niemiecka śpiewaczka, sopran.

## Życiorys
Studiowała w Pradze oraz w Berlinie u Oscara Daniela. Początkowo występowała jako kontralt, później jako sopran koloraturowy. Zadebiutowała w 1925 roku w Städtische Oper w Berlinie. W następnych latach występowała w Bielefeldzie (1930–1932), Wiesbaden (1932–1934) i Wrocławiu (1934–1935). Od 1935 do 1941 roku związana była z Operą w Dreźnie, gdzie w 1935 roku wystąpiła jako Isotta w prapremierze Die schweigsame Frau Richarda Straussa. W 1936 roku debiutowała w Covent Garden Theatre w Londynie w roli Zerbinetty w Ariadnie na Naksos Straussa pod batutą kompozytora. Śpiewała gościnnie w Mediolanie, Paryżu, Wiedniu i Salzburgu. W 1947 roku wyjechała do Stanów Zjednoczonych. W latach 1947–1952 odbyła światowe tournée. W 1956 roku wróciła do Niemiec, w 1966 roku osiadła w Wiesbaden.
Obdarzona była unikatowym głosem, sięgającym do c4, o naturalnej lekkości koloratury, osiągając dźwięk nieosiągalny dla większości sopranów. Specjalizowała się w lżejszym repertuarze: ariach operetkowych, wokalnych opracowaniach walców Straussa i Lehára oraz pieśniach. Grete von Zieritz skomponowała z myślą o niej Vogellieder. Wystąpiła w filmach Blumen aus Nizza Augusto Geniny (1936) i Nanon Herberta Maischa (1938).